# Officinae epitome
Officinae epitome („Kurzer Inbegriff einer literarischen Werkstatt“) ist eine Enzyklopädie des Humanisten Johannes Ravisius (1480–1524).

## Gliederung
Ravisius gliederte die Officinae zunächst assoziativ, in späteren Ausgaben (J. J. Grasser) wurde das Material stärker systematisiert.
1. Buch: Götter, Religion, Kult (35 Kapitel)
2. Buch: der Mensch (104 Kapitel)
3. Buch: Staat, Gesetz, Krieg (39. Kapitel)
4. Buch: Wissenschaften und Künste (107 Kapitel)
5. Buch: Gesellschaftsleben, Tugenden und Laster (70 Kapitel)
6. Buch: Zeitrechnung (8 Kapitel)
7. Buch: Elemente, Pflanzen Tiere, fremde Völker (103 Kapitel)
8. Buch: Fabeln der Dichter (ungeordnete Sammlung)

Gliederung der Ausgabe von 1663 (Basel):
1. Mythologie und Kultus der Griechen und Römer
2. Leib und Seele des Menschen
3. Herkunft, Familie und Glücksgüter
4. Frauen; Hauspersonal
5. Besondere Körpergestalt und Kraft
6. Krankheiten und Behinderungen
7. Todesursachen und Todesarten
8. Verschiedenes zu Leben und Tod
9. Staatliche Herrschaft, Gesetze
10. Strafen
11. Botschafter und Geschäftsträger; Maß und Gewicht
12. Krieg, Waffen, Sieges- und Ehrenzeichen
13. Die Musen
14. Lernen; geistige Gaben und Leistungen
15. Zauber, Wetter, Himmels- und Erdkunde
16. Griechische und lateinische Sophisten, Redner und Dichter
17. Poetische Umschreibungen und Schilderungen
18. Musik
19. Historie; Heilkunde; Sprach- und Schriftkunde
20. Theater, Spiel und Sport
21. Bildende Künste
22. Einige Handwerke
23. Schifffahrt, Jagd, Pferdelenker
24. Hauswirtschaft und einige Gewerbe
25. Ernährung, Kleidung, Utensilien und Erfindungen
26. Gott, Vaterland und Familie
27. Tugenden und Laster
28. Sexualverhalten; Muße und Schlaf
29. Tages- und Jahreszeiten
30. Winde, Berge und Gewässer
31. Pflanzen
32. Landtiere
33. Fische
34. Vögel
35. Völkerkunde; Naturwunder; Vorzeichen

## Ausgaben
- 1520 oder 1522: erster Druck
- 1545: Hrsg. von Conrad Lycosthenes
- 1617: Hrsg. von J. J. Grasser (Neuauflage 1663)
- 1560: Johannes Ravisius: Officinae epitome, Lyon: Seb. Gryphius
- 1665: Ioh. Ravisii Textoris Nivernensis, ..., Officina, Sive Theatrum Histor. Et Poeticum, Ex Nat. Comite, Linocerio Et Gyraldo: Cum Indice, ad perfectionem illustratum, ... Nova hac editione A J. Jac. Grassero ... cum augmento exornatum, Basileae, Sumptibus Ludovici Regis, ...